# Carmiel
Carmiel (en hebreo: כרמיאל‎) es una ciudad ubicada en el distrito Norte de Israel. Establecida en 1964, Carmiel está situada en el valle de Beit Kerem, que divide la Alta Galilea y la Baja Galilea. La ciudad está situada en el centro de la red principal de caminos del área norteña. Carmiel está situada a 35 km de Tiberíades, a 30 km de Safed, 22 km de Acre y a 45 km de Haifa. 
La ciudad abarca hoy un área de cerca de 22.080 dunams (22.08 km²) con una población de 48 339 habitantes. Se calcula, que en el futuro Carmiel tendrá una población de aproximadamente 120.000 habitantes. 
Carmiel es conocida como “el Corazón de la Galilea” o también como “la Ciudad de la Coexistencia” debido a los esfuerzos que asegura realizar para ser una comunidad verdaderamente multicultural. Durante el período de la inmigración judía en gran escala a Israel desde la Unión Soviética en los años 90 después de la caída del comunismo, Carmiel fue uno de los centros principales de absorción de inmigrantes. Carmiel se esfuerza siempre estar en buenas relaciones con las vecinas aldeas de población árabe, Dir al-Asad, Majd al-Krum, Ba'ane, y Rama.[cita requerida]
En el parque conmemorativo del Holocausto titulado "Del Holocausto a la Resurrección" se encuentra la escultura La Esperanza de Nicky Imber.

## Historia reciente
Los tres pueblos en cuestión fueron capturados durante la guerra de Independencia de Israel en 1948 y sus habitantes, a diferencia de la gran parte de los árabes residentes en Israel, no huyeron al exilio. En 1956 el gobierno israelí expropió, entre grandes protestas de la población local, gran parte del terreno agrícola cercano para la construcción de Carmiel, siguiendo la política de Ben-Gurión de contrapesar la presencia árabe en Galilea con la construcción de poblaciones judías cercanas.
Entre los días 13 y 18 de julio de 2006, misiles Katyusha han sido lanzados por la organización Hezbolá desde Líbano e impactaron en la ciudad de Carmiel. En total, aproximadamente 60 misiles Katyusha han impactado en esta área. Los misiles han causado serios daños a las estructuras de numerosos edificios.

## Ciudades hermanadas
- Pittsburgh, Estados Unidos
- Denver, Estados Unidos
- Metz, Francia
- Hamar, Noruega